# لوان جوجی
لوان جوجی (چینی: 栾菊杰؛ زادهٔ ۱۴ ژوئیهٔ ۱۹۵۸) شمشیرباز اهل چین است.
وی در مسابقات کشوری و بین‌المللی در مجموع برندهٔ ۱ مدال طلا شده‌است.